# Krew Amberu
Krew Amberu (tyt. oryg. Blood of Amber) – druga część drugiej serii Kronik Amberu (siódma część licząc od początku), autorstwa Rogera Zelazny’ego.
Oryginalnie książka została wydana w 1986 roku w Stanach zjednoczonych w dwóch wersjach: limitowanej edycji 400 numerowanych egzemplarzy z podpisami autora – przez Underwood/Miller (ISBN 0-88733-058-4), oraz w tradycyjnej edycji Arbor House (ISBN 0-87795-829-7)
W Polsce wydana w 1994 roku w tłumaczeniu Piotra W. Cholewy (ISBN 83-207-1453-2), a następnie w 2002 r. przez Zysk i S-ka (ISBN 83-7298-016-0).

## Fabuła
Merlin ucieka z kryształowej groty, w której zamknął go jego przyjaciel Luke. Ostatecznie decyduje się pomóc przyjacielowi ratując jego matkę – Jasrę z Twierdzy Czterech Światów. Walczy tam z czarodziejem nazywającym siebie Maska. Pojedynek kończy się kiedy Merlin zrzuca na przeciwnika wóz gnoju, oraz duży bukiet kwiatów, a następnie ucieka z Jasrą zamienioną w tzw. wieszak, czyli zamienioną w kamień.